# Little by Little (Tommy Emmanuel)
Little by Little is het zeventiende studioalbum van de Australische gitarist Tommy Emmanuel.

## Track Listing
Alle nummers geschreven door Tommy Emmanuel tenzij er iets anders staat.

### CD 1
1. Half Way Home
2. The Jolly Swagman
3. Locomotivation
4. Haba Na Haba (Instrumental)
5. Tears For Jerusalem
6. Waiting For A Plane
7. The Fingerlakes
8. The Welsh Tonado
9. He Ain't Heavy, He's My Brother (William Robert Scott en Sidney Keith Russell)
10. Mighty Mouse
11. Ruby's Eyes
12. Moon River (Instrumentaal) (Johnny Mercer en Henry Mancini)

### CD 2
1. Jack Magic
2. Papa George
3. Haba Na Haba (met Pam Rose)
4. Tapestry (Carole King)
5. Mountains of Illinois (Pat Bergeson en Chet Atkins)
6. The Tennessee Waltz (Redd Stewart en Pee Wee King)
7. Countrywide
8. Moon River (Johnny Mercer en Henry Mancini)
9. Willie's Shades (Doug Ashdown)
10. Smokey Mountain Lullabye (Chet Atkins)
11. Guitar Boogie (Arthur Smith)
12. The Trails